# Paratettix hachijoensis
Paratettix hachijoensis är en insektsart som beskrevs av Tokuichi Shiraki 1905-1906. Paratettix hachijoensis ingår i släktet Paratettix och familjen torngräshoppor. Inga underarter finns listade i Catalogue of Life.